# El enemigo (1961)
El enemigo é uma telenovela mexicana, produzida pela Televisa e exibida em 1961 pelo Telesistema Mexicano.

## Elenco
- Luz María Aguilar
- Anita Blanch
- Augusto Benedico
- Manuel Calvo
- Kippy Casado
- Mari Carmen González
- Rafael Banquells
- Armando Arriola
- Mario García González
- Pastora Peña